# 10937 Ferris
10937 Ferris eller 1998 QW54 är en asteroid i huvudbältet som upptäcktes den 27 augusti 1998 av LONEOS vid Anderson Mesa Station. Den är uppkallad efter William D. Ferris.
Asteroiden har en diameter på ungefär 10 kilometer.